# China International Center
China international Center (chiń. upr. 中华国际中心; chiń. trad. 中華國際中心; pinyin Zhōnghuá Guójì Zhōngxīn) - wieżowiec w Kantonie, w Chińskiej Republice Ludowej, o wysokości 270 m. Budynek został otwarty w 2007, posiada 62 kondygnacje.